# Houdan (Huhn)
Das Houdan-Huhn ist eine zu den Fleischhuhnrassen gehörende Haushuhnrasse. Es wurde aus „Dorkings“, Bart-Haubenhühnern und verschiedenen Landschlägen in Frankreich herausgezüchtet. Die große, volle Haube ist ein Überbleibsel aus eingekreuzten Crève-Cœurs. 
Der Name leitet sich von der Stadt Houdan ab, wo die Tiere erstmals in größeren Stückzahlen auf Märkten verkauft wurden. Im europäischen Ausland tauchten die ersten Tiere im Jahr 1850 in England auf.
Die 2–3 kg gewichtigen Hühner legen mäßig bis gut. Die Art weist einen ausgeprägten Bruttrieb auf, der aufgrund ihres vergleichsweise hohen Gewichts häufiger zu Komplikationen wie etwa Schalenbrüchen bei den Eiern führen kann. Die Haltung im Freien gestaltet sich als aufwändig, sofern das Federkleid und die Haube in voller Pracht erhalten bleiben sollen. 

## Eigenschaften
Der walzenförmige Körper des Houdans ist langgestreckt, breit mit fast waagerechter Haltung. Der gut besichelte Schwanz wird hoch aber nicht zu steil getragen. Die relativ kurzen Läufe sind kräftig und je nach Farbschlag unterschiedlich gefärbt. Die von der Dorking-Einkreuzung stammende fünfte Zehe soll gut von der hinteren Zehe getrennt sein und zeigt leicht nach oben.
Wohl auffälligstes Erkennungsmerkmal der Rasse bilden die Kopfpunkte. Die Haube ist voll, nach hinten fallend und soll die Sicht nach vorne nicht versperren. Der dichte, dreigeteilte Bart verdeckt die schwach ausgeprägten Kehllappen. Der rassetypische Doppelkamm in Form eines Schmetterlings oder „zwei nebeneinander liegenden fleischigen Blättern mit mäßig großen Einzackungen“ ist nach vorne gerichtet und wird von den für Haubenhühner typische Schädelhöcker gestützt.  Amerikanische Houdans tragen hingegen einen Hörnerkamm wie er unter anderem bei la Flèches vorkommt.
Am häufigsten kommt das Houdan im Farbschlag schwarz-weiß gescheckt vor. 

## Geschichte
Das Houdan hat seine Ursprünge in der gleichnamigen Stadt in Frankreich, wo es für die besondere Qualität seines Fleisches berühmt war und damals noch Gewichte von bis zu fünf Kilogramm auf die Waage brachte. Als Ausgangsrassen werden Brabanter, Crève-Cœur, Caumont, Gournay, Mantes, La Bresse, La Flèche, Le Mans und Merelaux genannt. Später Einkreuzungen von Dorking, Brahma und Holländer Weißhauben.
Nach dem Zweiten Weltkrieg war die Rasse in ihrer Heimat fast verschwunden. Aus den Restbeständen einzelner Bauernhöfe in Frankreich und Houdans aus dem Ausland wurde der heutige Bestand wieder aufgebaut. Allerdings hatte sich die Rasse vor allem in den Zuchtlinien aus England und Amerika verändert, die leichtere, deutlich stärker befiederte Showhühner aus ihnen zogen. Die Fleischqualität ist dennoch erhalten geblieben.